# 마리아 알비냐나
마리아 알비냐나 블랑코(스페인어: María Albiñana, 1984년 7월 13일 ~ )는 스페인의 배우이다.